# Stijn Huys
Stijn Huys (né le 6 mai 1986 à Gand) est un coureur cycliste belge, spécialiste du cyclo-cross,  membre de l'équipe Palmans Cras depuis 2007.

## Palmarès en cyclo-cross
- 2007-2008
  - 3e du championnat de Belgique espoirs

- 2009/2010
  - VII Ciclocross de Villarcayo, Villarcayo
  - 3e du championnat de Belgique élites sans contrat